# Leptostylis vercoi
Leptostylis vercoi är en kräftdjursart som beskrevs av Hale 1928. Leptostylis vercoi ingår i släktet Leptostylis och familjen Diastylidae. Inga underarter finns listade i Catalogue of Life.